# Tout est parfait
Pour plus de détails, voir Fiche technique et Distribution.
Tout est parfait est un film québécois réalisé par Yves Christian Fournier sorti en 2008 et mettant en vedette Maxime Dumontier et Chloé Bourgeois.

## Synopsis
Josh (Maxime Dumontier), un adolescent issu d'une banlieue ouvrière, découvre son meilleur ami Thomas (Maxime Bessette) sans vie; il s'est pendu. Puis Josh découvre trois autres de ses amis : l'un s'est noyé, l'autre a un projectile dans la tête et le dernier s'est immolé. Rapidement, on conclut à un pacte de suicide. Tourmenté par ces morts inexplicables, Josh trouve une oreille attentive en Mia (Chloé Bourgeois), l'ex petite amie de l'un des suicidés, et en Henri (Normand D'Amour), le père de Thomas. Une oreille attentive certes, mais également de dures relations chaotiques.
Errant dans la ville, revisitant les recoins où il passait le temps avec ses amis, Josh a des réminiscences et des flashbacks heureux et tortueux, expliquant en partie les raisons qui ont poussé les quatre adolescents à poser l'ultime geste.

## Fiche technique
Source : IMDb et Films du Québec
- Titre original : Tout est parfait
- Réalisation : Yves Christian Fournier
- Scénario : Guillaume Vigneault avec la collaboration de Yves Christian Fournier
- Musique : Patrick Lavoie, Loco Locass (chanson thème)
- Direction artistique : David Pelletier
- Costumes : Carmen Alie
- Maquillage : Djina Caron (en)
- Coiffure : Martin M. Rivest
- Photographie : Sara Mishara
- Son : Michel Lecoufle, Olivier Calvert, Stéphane Bergeron
- Montage : Yvann Thibaudeau
- Production : Nicole Robert
- Société de production : Go Films
- Société de distribution : Les Films Séville, Alliance Atlantis Vivafilm
- Budget : 4,2 millions $ CA
- Pays de production :  Canada
- Tournage : printemps 2007 à Longueuil et Saint-Constant (carrière)
- Langue originale : français
- Format : couleur — 35 mm — 1,85:1
- Genre : drame psychologique
- Durée : 118 minutes
- Dates de sortie :
  - Canada : 14 février 2008 (première en ouverture de la 26e édition des Rendez-vous du cinéma québécois)[2]
  - Canada : 15 février 2008 (sortie en salle au Québec)[2]
  - Canada : 12 août 2008 (DVD)
- Classification :
  - Québec : 16 ans et plus[3]

## Distribution
- Maxime Dumontier : Josh
- Chloé Bourgeois : Mia, l'ex de Sacha
- Claude Legault : Dominic, le père de Josh
- Normand D'Amour : Henri, le père de Thomas
- Pierre-Luc Brillant : Francis, le psychologue
- Marie Turgeon : Stéphanie, la mère de Josh
- Sébastien Bergeron-Carranza : Simon, ami suicidé de Josh
- Maxime Bessette : Thomas, ami suicidé de Josh
- Jean-Noël Raymond-Jetté : Alex, ami suicidé de Josh
- Niels Schneider : Sacha, ami suicidé de Josh
- Anie Pascale (en) : Geneviève, la mère de Sacha
- Fred-Éric Salvail : Éric
- Pierre-Luc Lafontaine : Vincent, le frère d'Alex
- Martin Dubreuil : Réal, assistant gérant du dépanneur
- Alexandra Cosentino Dagenais : Annick Morin
- Patrice Dussault : enseignant
- Lise Plante : mère d'Alex

## Distinctions

### Récompenses
- Prix Jutra 2009 :
  - meilleur acteur de soutien pour le rôle d'Henri : Normand D'Amour
- États-Unis : Grand Prix du jury à Seattle
- Italie : Prix ARCA de l’ENEL au Festival du film de Giffoni
- France : Valois du meilleur acteur (Maxime Dumontier) au Festival du film francophone d'Angoulême 2008
- France : Prix du Jury Jeunes au Festival du film de Sarlat
- Belgique : Prix du meilleur scénario au Festival international du film francophone de Namur

### Nominations
- Prix Jutra 2009 :
  - meilleure réalisation : Yves Christian Fournier
  - meilleur scénario : Guillaume Vigneault
  - meilleur son : Michel Lecoufle, Olivier Calvert, Stéphane Bergeron
  - film s'étant le plus illustré à l'extérieur du Québec

## Autour du film
- Premier long métrage du réalisateur Yves Christian Fournier, un ancien de la Course destination monde[4].
- La plupart des jeunes comédiens du film sont des non-professionnels, volontairement choisis pour augmenter l'authenticité du jeu[4].
- La chanson thème « M'accrocher? » est une composition de Loco Locass[5].
- Le film fut présenté au Canada, aux États-Unis, en France, en Suisse, au Benelux et en Allemagne[6].